# Yves Duteil

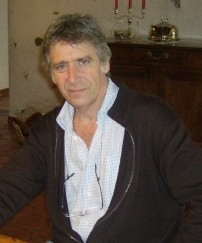
Yves Duteil (2006)

Yves Duteil (* 24. Juli  1949 in Neuilly-sur-Seine) ist ein vielfach preisgekrönter französischer Liedermacher, Komponist, Sänger, Buchautor und Kulturaktivist. Von 1989 bis 2014 war er Bürgermeister von Précy-sur-Marne.
Eines seiner bekanntesten Chansons ist der Hymnus auf die französische Sprache La langue de chez nous. Zu den „besten Chansons des Jahrhunderts“ wird Prendre un enfant par la main gezählt; unter dem Titel Gib einem Kind deine Hand erschienen freie Interpretationen von Nana Mouskouri und Reinhard Mey sowie von anderen Künstlern in anderen Sprachen.
In Duteils kulturellen Aktivitäten nimmt das Engagement für Kinder einen besonderen Platz ein.

## Diskografie

### Alben
| Jahr | Titel                                           | Höchstplatzierung, Gesamtwochen, AuszeichnungChartplatzierungen (Jahr, Titel, Platzierungen, Wochen, Auszeichnungen, Anmerkungen) | Höchstplatzierung, Gesamtwochen, AuszeichnungChartplatzierungen (Jahr, Titel, Platzierungen, Wochen, Auszeichnungen, Anmerkungen) | Anmerkungen        |
| Jahr | Titel                                           | FR | BEW | Anmerkungen        |
| ---- | ----------------------------------------------- | --- | --- | ------------------ |
| 1995 | Entre elles et moi                              | — | BEW43 (3 Wo.)BEW |                    |
| 1996 | Pour les enfants                                | — | BEW17 (8 Wo.)BEW |                    |
| 2001 | Sans attendre …                                 | FR79 (6 Wo.)FR | — |                    |
| 2002 | Chante les enfants                              | FR74 (8 Wo.)FR | — |                    |
| 2004 | Chante l’air des mots                           | FR189 (1 Wo.)FR | — |                    |
| 2008 | (fr)agiles                                      | FR107 (11 Wo.)FR | BEW18 (14 Wo.)BEW |                    |
| 2011 | Intimes convictions                             | FR98 (7 Wo.)FR | BEW64 (18 Wo.)BEW | Best-of, 3-fach-CD |
| 2012 | Flagrant délice                                 | — | BEW44 (20 Wo.)BEW |                    |
| 2013 | Ses meilleures chansons                         | — | BEW85 (21 Wo.)BEW |                    |
| 2015 | L’essentiel                                     | — | BEW124 (12 Wo.)BEW |                    |
| 2018 | Respect                                         | FR104 (5 Wo.)FR | BEW30 (26 Wo.)BEW |                    |
| 2021 | Chemins de liberté – Les chansons du livre      | FR106 (3 Wo.)FR | BEW156 (2 Wo.)BEW |                    |
| 2021 | Chemins d’écriture – L’intégralité des chansons | — | BEW167 (2 Wo.)BEW |                    |

## Auszeichnungen für Musikverkäufe
| Goldene Schallplatte - Frankreich - 1981: für das Album En Public - 1981: für das Album Ce N’est Pas C’qu’on Fait Qui Compte - 1981: für das Album Chante Pour Les Enfants - 1984: für das Album La Statue D’ivoire - 1990: für das Album Blessures D’enfance - 1998: für das Album Les Vingt Plus Belles Chansons 2× Goldene Schallplatte - Frankreich - 1989: für das Album Ton Absence - 1989: für das Album Vos Préférences | Platin-Schallplatte - Frankreich - 1981: für das Album J’ai La Guitare Qui Me Démange Diamantene Schallplatte - Frankreich - 1988: für das Album Tarentelle |

| Land/RegionAuszeichnungen für Musikverkäufe (Land/Region, Auszeichnungen, Verkäufe, Quellen) | Gold       | Platin  | Diamant  | Verkäufe  | Quellen                     |
| -------------------------------------------------------------------------------------------- | ---------- | ------- | -------- | --------- | --------------------------- |
| Frankreich (SNEP)                                                                            | 10× Gold10 | Platin1 | Diamant1 | 2.400.000 | infodisc.fr snepmusique.com |
| Insgesamt                                                                                    | 10× Gold10 | Platin1 | Diamant1 |           |                             |

## Bibliografie
- Élisabeth Chandet, Yves Duteil, Paris, Éditions Seghers, 1981
- Jean Théfaine, Biographie d'Yves Duteil, pdf online:
- Alain Wodrascka, Profondeur de chant, Paris, Éditions de l’Archipel, 2012